# Ole Einar Bjørndalen
Ole Einar Bjørndalen (* 27. Januar 1974 in Drammen) ist ein ehemaliger norwegischer Biathlet und aktiver Biathlontrainer.
Sowohl nach Anzahl der Titel als auch nach Gesamtzahl der Medaillen ist er bei Olympischen Winterspielen der erfolgreichste Biathlet, und mit acht Goldmedaillen bei Olympischen Winterspielen gilt er als einer der erfolgreichsten Winterolympioniken. Seit 2011 kann er als erster männlicher Biathlet Weltmeistertitel in allen Disziplinen vorweisen. Einen seiner größten Erfolge feierte Bjørndalen bei den Olympischen Winterspielen 2002, als er alle vier dort ausgetragenen Biathlon-Wettbewerbe gewann. Im Biathlon-Weltcup erreichte er die meisten Siege, den Gesamtweltcup gewann er sechsmal und damit am zweithäufigsten.
2011 erhielt er die Holmenkollen-Medaille, eine der höchsten Auszeichnungen im  norwegischen Skisport. Während der Olympischen Spiele 2014 wurde er für acht Jahre in die Athletenkommission des IOC gewählt, trat aber 2016 zurück. Im Dezember 2018 hat er seinen letzten Wettkampf bestritten.

## Biathlon

### Anfänge und erste Erfolge
Zum Biathlonsport kam Ole Einar Bjørndalen durch seinen vier Jahre älteren Bruder Dag. Gemeinsam mit dem dritten Bjørndalen-Bruder Hans Anton bildeten sie das „Team Bjørndalen“. 1992 bestritt er seine ersten internationalen Rennen bei den Juniorenweltmeisterschaften. Hier belegte er die Ränge 23 (Einzel) und 47 (Sprint). Mit der Staffel wurde er Sechster. Eine Medaille gelang ihm dann im Teamrennen mit dem Bronzeplatz. 1993 feierte Bjørndalen in Ruhpolding bei seinen zweiten Juniorenweltmeisterschaften den Durchbruch. Er gewann drei Goldmedaillen in vier Rennen, darunter beide Einzelwettkämpfe (Einzel und Sprint) sowie Gold im Team. In der Staffel wurde Norwegen nur Achter. Obwohl er vom Alter auch 1994 noch einmal bei den Junioren hätte starten können, zog er selbstverständlich die Olympischen Winterspiele in Lillehammer vor. Seine erste Weltcupsaison lief Ole Einar Bjørndalen im Winter 1992/93. Nach seinen für ihn wenig erfolgreich verlaufenen ersten Olympischen Spielen 1994 in Lillehammer machte er zum ersten Mal in der Saison 1994/95 auf sich aufmerksam. Bei seinen ersten Weltmeisterschaften 1995 in Antholz verpasste er mit Platz vier im Sprint nur knapp eine Medaille; im Gesamtweltcup lag er nach Ende der Saison ebenfalls auf Platz vier.
Seinen ersten Sieg bei einem Weltcup-Rennen feierte Ole Einar Bjørndalen im Januar 1996 beim Einzelrennen von Antholz, am Ende der Saison 1995/96 belegte er im Gesamtweltcup Platz neun. Seine ersten Weltmeisterschaftserfolge feierte der Norweger 1997 in Osrblie mit dem Gewinn der Staffel-Silbermedaille und der Bronzemedaille in der Verfolgung.
Lange Zeit waren Ole Einar und Dag das Herzstück der norwegischen Nationalmannschaft, mit den großen Erfolgen von Halvard Hanevold, Frode Andresen und Egil Gjelland gab es aber bald keinen Platz mehr für Dag.

### Durchbruch und erste Rückschläge
Die Saison 1997/98 wurde zum ersten großen Erfolg in der Karriere des Norwegers. Bei den Olympischen Spielen in Nagano gewann Bjørndalen mit der Goldmedaille im Sprint seine erste olympische Medaille überhaupt, mit der norwegischen Staffel gewann er zudem die Silbermedaille. Bei den als Weltmeisterschaften ausgetragenen nichtolympischen Wettbewerben war Bjørndalen mit der norwegischen Mannschaft siegreich und gewann damit seine erste WM-Goldmedaille, die Silbermedaille in der Verfolgung war seine bis dahin beste Einzelleistung bei Weltmeisterschaften. Am Ende der Saison gewann Bjørndalen zudem zum ersten Mal in seiner Karriere den Gesamtweltcup und wurde mit der Aftenposten-Goldmedaille geehrt. 1996 gewann Bjørndalen zudem zwei Medaillen bei den Sommerbiathlon-Weltmeisterschaften in Hochfilzen.
Nach der für Bjørndalen überaus erfolgreichen Saison 1997/98 etablierte er sich auch in den folgenden Jahren dauerhaft im Weltcup. Trotz beständiger Leistungen musste er sich jedoch im Gesamtweltcup dreimal in Folge mit dem zweiten Platz begnügen. In der Saison 1998/99 wurde er vom Deutschen Sven Fischer, in den Saisons 1999/00 und 2000/01 vom Franzosen Raphaël Poirée geschlagen. Sein schlechtestes Weltcuprennen überhaupt lief Bjørndalen zum Auftakt der Saison 2000/01 beim Einzelrennen von Antholz: Mit zwölf Schießfehlern leistete er sich die meisten Fehler des ganzen Teilnehmerfeldes, am Ende belegte er damit Platz 95.
Bei Weltmeisterschaften gewann er keinen Titel; seine besten Ergebnisse waren zwei Silbermedaillen mit der norwegischen Staffel (2000) und im Massenstart (2001). Bjørndalen blieb damit auch nach seiner siebten Teilnahme ohne Einzel-Goldmedaille bei Weltmeisterschaften.

### Die 2000er-Jahre

#### Saison 2001/02: Vierfachgold bei Olympia in Salt Lake City
Zu einem der größten Erfolge des Norwegers wurden die Olympischen Winterspiele 2002 in Salt Lake City. Vor Beginn der Biathlonwettbewerbe hatte Bjørndalen bereits einen Langlaufwettbewerb über 30 km Freistil absolviert und dabei einen beachtlichen fünften Platz erreicht. Mit vergleichsweise deutlichen Abständen auf die jeweiligen Silbermedaillen-Gewinner siegte er danach in allen drei ausgetragenen Einzeldisziplinen. Am 11. Februar 2002 lag er im Einzelwettbewerb 36,1 Sekunden vor dem Deutschen Frank Luck, zwei Tage später im Sprint 28,9 Sekunden vor dem Deutschen Sven Fischer sowie am 16. Februar im erstmals bei Olympischen Winterspielen ausgetragenen Verfolgungsrennen 43,0 Sekunden vor dem Franzosen Raphaël Poirée.
Nachdem Bjørndalen gemeinsam mit Halvard Hanevold, Frode Andresen und Egil Gjelland am 20. Februar auch mit der norwegischen Staffel erfolgreich gewesen war, ging er aus allen vier bei den Olympischen Winterspielen ausgetragenen Wettbewerben als Sieger hervor. Er war damit der erfolgreichste Athlet dieser Winterspiele und der erste Biathlet, der mehr als zwei Goldmedaillen innerhalb der gleichen Winterspiele gewann.
Obwohl die drei Einzelsiege bei Olympia auch als Weltcupsiege zählten, reichte es Bjørndalen am Ende der Saison 2001/02 im Gesamtweltcup nur zum dritten Platz hinter Raphaël Poirée und dem Russen Pawel Rostowzew.
Am Ende des Jahres wurde er zu Norwegens Sportler des Jahres gewählt und gewann den Fearnleys olympiske ærespris.

#### Saison 2002/03: Zweiter Gesamtweltcupsieg
Nach dem Erfolg bei Olympia konnte Bjørndalen in den folgenden Jahren weitere Erfolge feiern. Nachdem in den Jahren 2000 bis 2002 der Franzose Raphaël Poirée dreimal hintereinander den Gesamtweltcup für sich entschieden hatte, errang Bjørndalen in der Saison 2002/03 seinen zweiten Weltcup-Gesamtsieg nach 1998 mit insgesamt elf Saisonsiegen und einem Vorsprung von 107 Punkten auf den Belarussen Wladimir Dratschow. Bei den am Ende der Saison im russischen Chanty-Mansijsk ausgetragenen Weltmeisterschaften holte der Norweger darüber hinaus in Sprint und Massenstart seine ersten beiden Einzel-Goldmedaillen bei Weltmeisterschaften. Gleichzeitig waren dies seine ersten Weltmeisterschaftsgoldmedaillen seit dem Sieg mit der Mannschaft im Jahre 1998.

#### Saison 2003/04: Saison ohne Titel
Zum Auftakt der Saison 2003/04 entschied Bjørndalen in Kontiolahti und Hochfilzen drei der vier ausgetragenen Rennen für sich. Im Verlauf der Saison gewann er zwei weitere Weltcuprennen, belegte fünfmal den zweiten Platz und war dreimal Dritter. Trotz 901 Punkten im Gesamtweltcup am Ende der Saison reichte es nur zu Platz zwei; Bjørndalens Dauerrivale Raphaël Poirée gewann mit 1010 Punkten zum vierten Mal die Gesamtwertung. Auch bei den Weltmeisterschaften in Oberhof stand Bjørndalen im Schatten des Franzosen, allerdings auch geschwächt durch den Tod seiner Mutter. Während Poirée drei Goldmedaillen gewann, blieb dem Norweger ein Sieg verwehrt. Mit der Staffel gewann er die Silbermedaille, in den Einzeldisziplinen insgesamt drei Bronzemedaillen.

#### Saison 2004/05: 4 × WM-Gold und dritter Gesamtweltcupsieg
Zu Beginn der Saison lag Bjørndalen nach zwei Siegen in Beitostølen und Oslo knapp vor dem dreimal erfolgreichen Deutschen Sven Fischer und dem Franzosen Raphaël Poirée, fiel dann im Gesamtweltcup aber auf Platz fünf zurück, da er den folgenden Weltcup in Östersund zur Langlauf-Vorbereitung ausließ. Nach zwei vierten Plätzen in Oberhof erkämpfte sich der Norweger mit fünf aufeinanderfolgenden Siegen in Ruhpolding und Antholz die Weltcup-Führung zwar zurück, ließ danach die olympische Generalprobe in San Sicario jedoch ebenso aus wie die ersten beiden Weltcuprennen in Pokljuka. Nur das dortige Massenstartrennen lief er mit und gewann ohne Schießfehler sowie mit einem Vorsprung von über einer Minute.
Ähnlich dominierend war Bjørndalen bei den Weltmeisterschaften 2005 im österreichischen Hochfilzen. Zu Beginn gewann er das Sprint- und das Verfolgungsrennen und am Ende der Weltmeisterschaften das Massenstartrennen. Darüber hinaus war er auch mit der norwegischen Staffel erfolgreich. Lediglich im Einzelrennen, in dem er den sechsten Platz belegte, gab es mit dem Tschechen Roman Dostál einen anderen Sieger. Durch die vier Siege erhöhte Bjørndalen die Anzahl seiner gewonnenen WM-Goldmedaillen auf sieben.
Aufgrund der sieben ausgelassenen Weltcuprennen lag Bjørndalen im Gesamtweltcup jedoch vor der letzten Weltcupstation in Chanty-Mansijsk hinter Sven Fischer und Raphaël Poirée nur auf dem dritten Platz. Nachdem im Sprint- und Verfolgungsrennen sowohl Fischer als auch Bjørndalen je einmal gewonnen und einmal den vierten Platz belegt hatten, profitierte der Norweger im letzten Saisonrennen von einer Krankheit des Deutschen. Dieser konnte als Weltcup-Führender nicht an den Start gehen und Bjørndalen belegte hinter Poirée den zweiten Platz im Massenstart. Damit sicherte er sich mit einem Vorsprung von elf Punkten zum insgesamt dritten Mal doch noch die Gesamtwertung. Bezogen auf die Gesamtleistung in den tatsächlich gelaufenen Rennen war der Norweger jedoch überlegen: In 20 Rennen gewann er zwölfmal, davon achtmal in Folge, und war in den übrigen Rennen nie schlechter als Platz sechs.

#### Saison 2005/06: Vierter Gesamtweltcupsieg, aber kein Olympiatitel
Nach dem Gesamtweltcup-Sieg im Vorjahr begann die neue Saison für Bjørndalen wieder erfolgreich. Mit dem Sieg in Östersund sowie einem zweiten Platz in Hochfilzen übernahm er nach den ersten beiden Weltcupstationen erneut die Führung in der Gesamtwertung. Durch insgesamt sieben versäumte Rennen rutschte er danach jedoch bis auf Platz zwölf ab. Wie bereits im Vorjahr hatte er die letzte Weltcupstation vor Weihnachten zum Training ausgelassen, zu Beginn des Jahres 2006 litt er an einer Erkältung und konnte bei den beiden Weltcups in Oberhof und Ruhpolding nicht an den Start gehen. Mit zwei fünften Plätzen sowie dem Sieg im Massenstart in Antholz, dem letzten Rennen vor den Olympischen Spielen, meldete er sich danach wieder zurück.
Die Olympischen Winterspiele in Turin verliefen für Bjørndalen hingegen nicht wie erwartet. Mit vier Goldmedaillen war er der dominierende Athlet von Salt Lake City gewesen, in San Sicario gewann er jedoch keines der olympischen Rennen. Er lag zweimal in aussichtsreicher Position auf eine Goldmedaille: Beim Verfolgungsrennen musste er sich im Zielsprint dem Franzosen Vincent Defrasne geschlagen geben und gewann Silber, im abschließenden Massenstartrennen brachte er sich bis zum letzten Schießen in Führung liegend mit zwei Schießfehlern selbst um bessere Chancen und gewann schließlich Bronze. Trotz einer guten eigenen Leistung belegte er mit der norwegischen Staffel nur Platz fünf. Zusammen mit der Silbermedaille im Einzel gewann er insgesamt zwar trotzdem drei Medaillen, stand jedoch im Schatten des Deutschen Michael Greis, der mit drei Goldmedaillen ähnlich erfolgreich war wie Bjørndalen vier Jahre zuvor.
Die nacholympischen Weltcuprennen verliefen für Bjørndalen erfolgreicher und brachten ihn auch im Gesamtweltcup wieder in aussichtsreiche Position. Nach drei Siegen in Pokljuka und Kontiolahti lag er vor den letzten drei Weltcuprennen in Oslo hinter Raphaël Poirée auf Platz zwei der Gesamtwertung. Durch einen überlegenen Sieg im Sprintrennen von Oslo, bei dem der Franzose nur Platz 46 belegte, übernahm Bjørndalen bereits nach dem ersten Rennen die Weltcupführung. Diese verteidigte er durch zwei weitere Siege in den letzten beiden Rennen und gewann so mit einem Vorsprung von 119 Punkten zum vierten Mal den Gesamtweltcup.

#### Saison 2006/07: 2 × WM-Gold

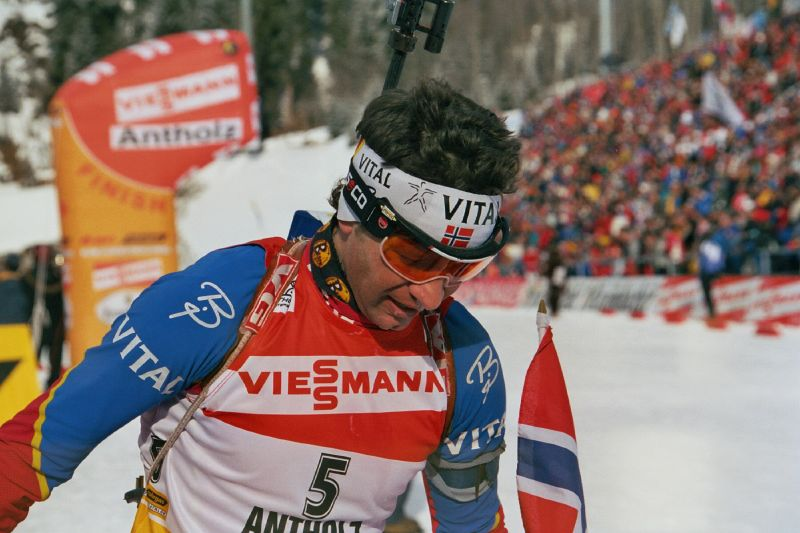
Ole Einar Bjørndalen in Antholz, 2006

Nach den Gesamtweltcup-Siegen in den beiden zurückliegenden Jahren gelang es Bjørndalen trotz elf Saisonsiegen in der Saison 2006/07 nicht, den Gesamtweltcup auch ein drittes Mal in Folge für sich zu entscheiden.
Die Saison begann für Bjørndalen mit fünf Siegen in Folge in Östersund und Hochfilzen. Diese Dominanz wurde erst durch einen Sieg von Michael Greis gebrochen, als der Norweger die ersatzweise erneut in Hochfilzen ausgetragenen Wettbewerbe ausließ und stattdessen am Skilanglauf-Weltcup in La Clusaz teilnahm. Mitte Januar gelangen Bjørndalen in Ruhpolding zwei weitere Weltcupsiege, außerdem war er dort auch mit der norwegischen Staffel erfolgreich. Die eine Woche später in Pokljuka stattfindenden Rennen ließ er zur Vorbereitung erneut aus. Bjørndalen hatte zu diesem Zeitpunkt sieben der von ihm bestrittenen neun Einzelrennen für sich entscheiden können.
Die Siegesserie setzte sich auch bei den Weltmeisterschaften in Antholz fort, wo er die beiden Goldmedaillen im Sprint und der Verfolgung gewann. Nach einem erfolglosen Einzelrennen gewann er mit der norwegischen Staffel außerdem die Silbermedaille. Im abschließenden Massenstartrennen kosteten ihn vier Schießfehler in den beiden Stehendschießen eine Medaille, er belegte am Ende den 4. Platz.
Zur Teilnahme an den Nordischen Skiweltmeisterschaften in Sapporo ließ Bjørndalen den Anfang März in Lahti stattfindenden Weltcup aus, war eine Woche später in Oslo aber wiederum zwei Mal erfolgreich. Beim abschließenden Weltcup in Chanty-Mansijsk gelang es ihm jedoch nicht mehr, sich im Gesamtweltcup gegen den Deutschen Michael Greis durchzusetzen. Zum Verhängnis wurden ihm letztlich die acht ausgelassenen Saisonrennen.

#### Saison 2007/08: WM-Gold und fünfter Gesamtweltcupsieg
Nach dem knapp verpassten Sieg im Vorjahr gewann Bjørndalen zum fünften Mal in seiner Karriere den Gesamtweltcup. Er wurde damit bei den Herren zum alleinigen Rekordhalter in dieser Kategorie.
Nach dem ersten Saisondrittel lag er mit je einem Sieg in Kontiolahti, Hochfilzen und Pokljuka sowie zwei zweiten Plätzen bereits an der Spitze der Gesamtwertung. Mit den Erfolgen bei den Massenstarts von Oberhof und Antholz setzte er im Januar die Erfolgsserie fort und holte außerdem in Oberhof und Ruhpolding mit der norwegischen Staffel zwei Siege.
Bei den Weltmeisterschaften in Östersund dominierte er zusammen mit seinem Landsmann Emil Hegle Svendsen und dem Russen Maxim Tschudow. Bjørndalen gewann eine Goldmedaille im Verfolgungs- sowie zwei Silbermedaillen im Einzel- und Massenstartrennen. Seine dritte Silbermedaille gewann er mit der norwegischen Staffel, die sich nur den Russen geschlagen geben musste.
Nach seinem siebten Saisonsieg beim Sprint von Chanty-Mansijsk gewann er zum Saisonende in Oslo mit einem deutlichen Vorsprung von 173 Punkten den Gesamtweltcup. Bis auf den Einzelweltcup, der an den Franzosen Vincent Defrasne ging, gewann er auch alle Disziplinen-Weltcups.

#### Saison 2008/09: 4 × WM-Gold und sechster Gesamtweltcupsieg
Diese Saison wurde zu einer der erfolgreichsten Saisons in der Karriere des Norwegers. Wie im Vorjahr gewann Bjørndalen den Gesamtweltcup, zum vierten Mal innerhalb von fünf Jahren und zum sechsten Mal in seiner Karriere. Er zog damit mit der Schwedin Magdalena Forsberg gleich. Darüber hinaus gelang es ihm nach dem Triumph bei Olympia 2002 und den Weltmeistertiteln 2005 in Hochfilzen zum dritten Mal, vierfacher Titelträger bei einer Veranstaltung zu werden.
Die Saison begann für Bjørndalen mit zwei zweiten Plätzen in den Verfolgungen von Östersund und Hochfilzen bereits vielversprechend. In Ruhpolding unterstrich er im vorletzten Weltcup vor den Weltmeisterschaften mit zwei Einzelsiegen in Sprint und Verfolgung, dass er zum Favoritenkreis gehörte. Diese Rolle bestätigte er in Pyeongchang mit den Titeln in Sprint, Verfolgung, Einzel und mit der Staffel. Nach zwei weiteren Weltcupsiegen in Trondheim und Podiumsplatzierungen bei der Olympiageneralprobe in Whistler und in Chanty-Mansijsk sicherte der Norweger vor Tomasz Sikora und Emil Hegle Svendsen die Gesamtwertung.

### Die 2010er-Jahre

#### Saison 2009/10: Olympiagold mit der Staffel
Die Saison begann für Bjørndalen mit einem 43. Platz im Einzelrennen in Östersund. Am Tag darauf blieb er fehlerfrei und gewann den Sprint über 10 km vor Emil Hegle Svendsen. Am letzten Tag des Saison-Openings belegte er mit der norwegischen Staffel Platz zwei. Beim darauf folgenden Weltcup in Hochfilzen gewann er seinen zweiten Sprint der Saison vor Nikolai Kruglow und Jewgeni Ustjugow. In der Verfolgung fiel er auf Rang drei zurück, nachdem er drei Fehler geschossen hatte. Im Zielsprint unterlag er seinem Teamkollegen Emil Hegle Svendsen und Simon Eder. In der Staffel nahm er nicht teil. In Pokljuka am folgenden Wochenende fehlte Bjørndalen.
Das neue Jahr begann erfolgreich. Bjørndalen gewann mit der norwegischen Staffel in Oberhof. Im Sprint belegte er den 14. Platz nach vier Fehlern im Stehendschießen. Den Massenstart gewann Bjørndalen souverän mit einer Minute Vorsprung vor Tim Burke. Beim zweiten deutschen Weltcup belegte er den zweiten Platz im Sprint hinter seinem Teamkollegen Emil Hegle Svendsen. Im Massenstart wurde er nach zwei Fehlschüssen sechster. Gemeinsam mit der Staffel belegte Bjørndalen Platz zwei. Am dritten Weltcup im Januar im italienischen Antholz nahm er wegen einer Erkrankung nicht teil.
Bei den Olympischen Winterspielen im kanadischen Vancouver nahm Bjørndalen als Mitfavorit teil. Im Sprint belegte er aufgrund der Wetterbedingungen Platz 17. Im Verfolgungsrennen schoss er zweimal daneben und kam schließlich auf dem siebten Platz an. Im Einzelrennen über 20 km gewann Bjørndalen die Silbermedaille, zeitgleich mit Sjarhej Nowikau. Er lief dabei die schnellste Laufzeit und schoss zwei Fehler. Im Massenstart schoss Bjørndalen siebenmal daneben, sodass er nur Rang 27 belegte. Am letzten Tag der Biathlonwettbewerbe gewann er die Goldmedaille mit der Staffel.
Am ersten Weltcup nach den Olympischen Winterspielen in Kontiolahti nahm Bjørndalen nicht teil. In Oslo belegte er im Sprint Platz 54 nach fünf Schießfehlern. In der Verfolgung kam er auf Platz 17 an; er schoss dabei nur einen Fehler. Im Massenstart am Sonntag belegte Bjørndalen Platz 13; es siegte der Russe Iwan Tscheresow. Beim finalen Weltcup im russischen Chanty-Mansijsk belegte er im Sprint Platz fünf. Im Massenstart belegte er Platz 15, nachdem er vier Fehler geschossen hatte. Am letzten Tag der Saison 2009/10 wurde das Weltmeisterschaftsrennen der Mixed-Staffel ausgetragen, da die Mixed-Staffel 2010 keine olympische Disziplin war. Mit der norwegischen Mixed-Staffel gewann er die Silbermedaille; es gewann die deutsche Mannschaft.
Bjørndalen beendete die Saison als Zehnter im Gesamtweltcup. Im Sprintweltcup belegte er den siebten Platz, während er im Weltcup der Verfolgung den 16. Platz belegte. Im Massenstartweltcup wurde er am Ende Siebter. Während der gesamten Saison konnte Bjørndalen drei Siege einfahren.

#### Saison 2010/11: 2 × WM-Gold mit der Staffel
Die neue Saison begann für Bjørndalen sehr erfolgreich. Im Auftaktrennen über 20 km im schwedischen Östersund belegte er den zweiten Platz. Am Tag darauf wurde er erneut Zweiter im Sprint über 10 km. Die Verfolgung am folgenden Tag gewann er überlegen.
Beim folgenden Weltcupwochenende in Hochfilzen wurde er im Sprint Zehnter. In der Verfolgung über 12,5 km verbesserte er sich auf den siebten Platz. Gemeinsam mit der norwegischen Staffel siegte er am Tag darauf im Staffelrennen über 4 × 7,5 km. Beim Weltcup im slowenischen Pokljuka belegte er im Einzelrennen Platz 55 nach sieben Schießfehlern. Im Sprint belegte er den elften Platz. In der Mixed-Staffel war Bjørndalen nicht vertreten.
Anfang Januar erreichte er mit der norwegischen Staffel den dritten Platz in Oberhof. Im Sprint schoss er vier Fehler und belegte Platz 22. Im ersten Massenstart der Saison erreichte er Platz 21. Am folgenden Wochenende wurde er Achter im Einzelrennen von Ruhpolding. Im Sprint belegte er mit einem Schießfehler Platz 17. Die abschließende Verfolgung über 12,5 km bestritt er nicht. In Antholz-Anterselva verzichtete er auf einen Start im Sprint. Im Massenstart wurde Bjørndalen mit drei Fehlern Siebter. Mit der norwegischen Staffel belegte er abschließend Platz drei. Die beiden Weltcups in Presque Isle und Fort Kent in den USA ließ er aus.
Bei den Biathlon-Weltmeisterschaften in Chanty-Mansijsk gewann Bjørndalen die Goldmedaille in der Mixed-Staffel. In den Disziplinen Sprint, Verfolgung und Einzel trat er jeweils als Titelverteidiger an. Im Sprint belegte er Platz 22. In der Verfolgung wurde er 24. Das Einzelrennen über 20 km beendete er als Sechster. Gemeinsam mit der Staffel gewann Bjørndalen seine zweite Goldmedaille. Im abschließenden Massenstart wurde er, wie im Einzelrennen, Sechster.
Beim letzten Weltcup im norwegischen Oslo wurde er 13. im Sprint. In der Verfolgung startete er nicht. Im letzten Saisonrennen, dem Massenstart über 15 km, wurde er Dritter. Im Gesamtweltcup belegte er am Ende den zehnten Platz. Im Sprintweltcup belegte er Platz 14. Im Verfolgungsweltcup wurde er 20. Insgesamt erreichte Bjørndalen während der Saison einen Sieg und vier Podiumsplatzierungen.

#### Saison 2011/12: Erneut 2 × Staffelgold
Die Saison 2011/12 begann mit einem 43. Platz im Einzelrennen von Östersund. Im Sprint am Tag darauf belegte Bjørndalen Platz neun. Die Verfolgung beendete er als 27. Beim zweiten Weltcup in Hochfilzen belegte er im Sprint Platz 19. Die Verfolgung beendete er als Fünfter. An der Staffel nahm er nicht teil. Am folgenden Wochenende fand der Weltcup wegen Schneemangels in Annecy erneut in Hochfilzen statt. Im Sprint über 10 km belegte Bjørndalen trotz null Schießfehlern Platz 15. In der Verfolgung über 12,5 km wurde er nach einem Zielsprint Zweiter. Norwegen verzichtete am Tag darauf auf die Mixed-Staffel.
Am ersten Weltcup im Jahr 2012 nahm Bjørndalen nicht teil. Beim Testweltcup für die Weltmeisterschaften im tschechischen Nove Mesto wurde er 46. im Einzelrennen über 20 km. Im Sprint schoss er vier Fehler und belegte am Ende Platz 25. In der Verfolgung verbesserte er sich auf den 15. Platz. Beim Weltcup im italienischen Antholz-Anterselva wurde Bjørndalen 56. im Sprint. Im Massenstart über 15 km wurde er Zehnter. Bei der abschließenden Staffel über 4 × 7,5 km belegte er mit seinen Teamkollegen Platz elf.
Beim Weltcup in der norwegischen Hauptstadt Oslo belegte er Platz fünf im Sprint über 10 km. In der Verfolgung schoss er vier Mal daneben und kam am Ende auf dem zehnten Platz an. Den Massenstart beendete er als 17. Beim letzten Weltcup vor den Weltmeisterschaften in Ruhpolding, in Kontiolahti, belegte er im Sprint Platz vier. Die Verfolgung am Tag darauf gewann er und erreichte damit seinen 93. Weltcupsieg im Biathlonsport.
Bei den Weltmeisterschaften gewann Bjørndalen die Goldmedaille mit der norwegischen Mixed-Staffel nach einer Zeitgutschrift. Im Sprint belegte er Platz 21. In der anschließenden Verfolgung schoss er sechs Fehler und wurde am Ende 27. Im Einzelrennen über 20 km wurde er 47. Mit der norwegischen Staffel gewann er seine zweite Goldmedaille bei diesen Weltmeisterschaften. Im Massenstart wurde er mit zwei Schießfehlern Achter. Insgesamt fügte Bjørndalen seiner Medaillensammlung zwei weitere Goldmedaillen hinzu.
Beim letzten Weltcup in Chanty-Mansijsk wurde Bjørndalen 47. im Sprint. In der Verfolgung ging er nicht an den Start. Im letzten Saisonrennen, dem Massenstart über 15 km, wurde er 20.
Insgesamt beendete er die Saison als 16. im Gesamtweltcup. Während er im Sprintweltcup 18. wurde, belegte er im Weltcup der Verfolgung den fünften Platz. Im Massenstartweltcup wurde Bjørndalen 17. Bei den Weltmeisterschaften in Ruhpolding gewann er mit beiden Staffeln die Goldmedaille.

#### Saison 2013/14: Einzelgold bei Olympia mit 40
Am 8. Februar 2014 gewann Bjørndalen bei den Olympischen Winterspielen in Sotschi als 40-Jähriger die Goldmedaille im Sprint über 10 km und am 19. Februar 2014 eine weitere Goldmedaille mit der norwegischen Mixed-Staffel.
Am Ende des Jahres wurde er zum zweiten Mal nach 2002 zu Norwegens Sportler des Jahres gewählt.

#### Saison 2015/16: Letztes WM-Gold im heimischen Oslo
In der Saison 2015/16 gewann er mit dem Einzel in Östersund das erste Rennen der Saison. Damit erneuerte er den Rekord des ältesten Gesamtweltcup-Führenden und den des ältesten Weltcuprennen-Gewinners. Bei den Weltmeisterschaften in Oslo gewann er je eine Silbermedaille im Sprint und in der Verfolgung. Als Startläufer der Staffel gewann Bjørndalen Gold, im anschließenden Massenstart wurde er Dritter.

### Gescheiterte Olympiaqualifikation und Karriereende

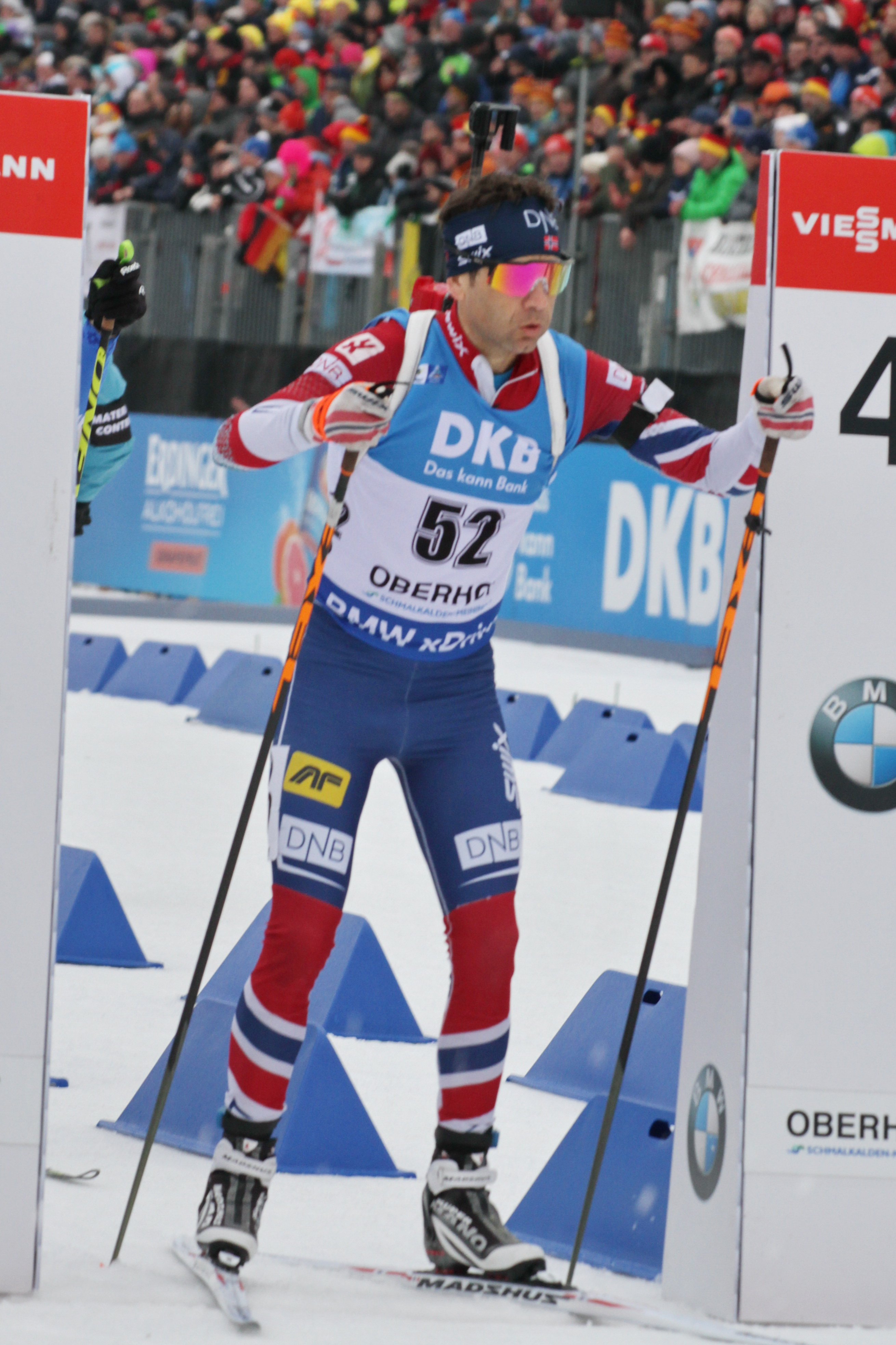
Ole Einar Bjørndalen 2018 in Oberhof

In der Saison 2017/18 versuchte Bjørndalen erfolglos, sich für die Olympischen Spiele 2018 in Pyeongchang zu qualifizieren. Er übernahm für die letzten drei Weltcups der Saison in Kontiolahti, Oslo und Tjumen den Startplatz von Emil Hegle Svendsen, der die Saison vorzeitig aus gesundheitlichen Gründen beendet hatte. Sein letztes Rennen bestritt er am 24. März 2018 im russischen Tjumen, das Verfolgungsrennen beendete er in den Punkterängen auf dem 32. Platz. Auf einer Pressekonferenz am 3. April 2018 verkündete Bjørndalen seinen Rücktritt vom aktiven Leistungssport. Am 29. Dezember 2018 nahm er im Team mit seiner Frau Darja Domratschawa nochmal an der World Team Challenge teil und belegte den dritten Platz.

### Bilanz
Mit acht olympischen Goldmedaillen sowie vier Silber- und einer Bronzemedaille ist Ole Einar Bjørndalen der erfolgreichste Biathlet bei Olympischen Winterspielen. Mit Ausnahme des Massenstarts gewann Bjørndalen dabei in jeder Disziplin mindestens einmal die Goldmedaille. Durch seinen Sieg mit der norwegischen Mixed-Staffel am 19. Februar 2014 in Sotschi wurde er der älteste Olympiasieger im Biathlon und löste außerdem seinen Landsmann Bjørn Dæhlie als erfolgreichsten Winter-Olympioniken der Geschichte ab.
Bei Biathlon-Weltmeisterschaften gewann Bjørndalen insgesamt 44 Medaillen (20 × Gold, 14 × Silber, 10 × Bronze). Im Februar 2024 gewann Bjørndalens Landsmann Johannes Thingnes Bø im Massenstart bei den  Biathlon-Weltmeisterschaften 2024 seine 20. Goldmedaille und zog in der Anzahl der Weltmeistertitel mit Bjørndalen gleich. Dieser hat jedoch einschließlich Staffel- und Mannschaftsergebnissen in Summe die meisten Weltmeisterschaftsmedaillen gewonnen. Als erster Biathlet überhaupt gewann Bjørndalen jeden möglichen Weltmeistertitel mindestens einmal. In der Wertung der Einzeldisziplinen führt er mit 11 × Gold, 6 × Silber und 8 × Bronze vor Johannes Thingnes Bø mit zehn Weltmeistertiteln.
Mit insgesamt sechs Siegen im Gesamtweltcup war Bjørndalen zwischen 2008 und 2017 alleiniger Rekordhalter. Dieser Rekord wurde 2018 aber von Martin Fourcade gebrochen, der bei sieben Gesamtsiegen steht. Hinter Fourcade liegt Bjørndalen aktuell auf Platz 2 der Wertung vor dem Franzosen Raphaël Poirée und dem Deutschen Frank Ullrich mit je vier Gesamtweltcupsiegen. Von der Saison 1996/97 bis zur Saison 2008/09 lag Bjørndalen insgesamt 13 Jahre lang am Ende der Saison immer unter den besten drei Biathleten der Gesamtwertung. Mit 95 Weltcupsiegen in Biathlon und Skilanglauf ist Ole Einar Bjørndalen vor dem alpinen Skirennläufer Ingemar Stenmark aus Schweden mit 86 Weltcupsiegen der erfolgreichste männliche Wintersportler der Geschichte.
Bjørndalen gewann in seiner Karriere bisher 20 Disziplinenweltcupwertungen (9 × Sprint, je 5 × Verfolgung und Massenstart sowie 1 × Einzel), zusammen mit seinen sechs Gesamtweltcupsiegen hat er damit 26 Weltcupwertungen gewonnen. Mehr Weltcupwertungen hat nur Martin Fourcade (33) im Biathlon-Weltcup gewonnen.

### Trainerkarriere
Bei den Olympischen Spielen 2018 in Pyeongchang, für die er sich nicht mehr qualifizieren konnte, gehörte Ole Einar Bjørndalen zum Trainerstab von Belarus, als die belarussischen Frauen die olympische Goldmedaille in der Staffel und seine Frau Darja Domratschawa die Silbermedaille im Massenstart gewannen.
Zur Vorbereitung auf die Olympischen Winterspiele 2022 wurde Bjørndalen im Herbst 2019 Cheftrainer des chinesischen Biathlon-Teams. In diesem Zusammenhang wurde ihm vorgeworfen, Teil eines in China stattfinden Sportswashings zu sein. Bjørndalens Vertrag endete im März 2022, aber er gab an, einige jüngere chinesische Athleten in Zukunft weiter trainieren zu wollen.

## Skilanglauf
Ole Einar Bjørndalen trat neben den Biathlonwettbewerben bereits seit Ende der 1990er Jahre immer wieder auch bei Skilanglaufwettbewerben an, sowohl bei nationalen als auch bei internationalen Veranstaltungen. Dazu ließ er während der Weltcupsaison im Biathlon hin und wieder einzelne Weltcupstationen aus.
Seinen ersten Langlaufsieg konnte Bjørndalen bei den norwegischen Meisterschaften in Valdres am 21. Dezember 1997 feiern. Bei Weltcuprennen oder Großereignissen glänzte er ebenfalls mit beständigen Leistungen, und es gelang ihm immer wieder, sich in den Top 10 zu platzieren. Bei den Olympischen Winterspielen 2002 in Salt Lake City lief er zuerst das 30-km-Rennen und belegte hier Platz fünf, später bestritt er außerdem die gesamten Biathlonwettbewerbe. Bei den Nordischen Skiweltmeisterschaften 2005 in Oberstdorf belegte er im 15-km-Rennen Platz elf, verfehlte damit allerdings das angestrebte Ziel einer Medaille im Skilanglauf.
Am 11. November 2006 gewann Bjørndalen das 10-km-Rennen bei den norwegischen Meisterschaften in Beitostølen. Eine Woche später, am 18. November, gelang ihm beim 15-km-Freistilrennen im schwedischen Gällivare außerdem sein erster Weltcupsieg im Skilanglauf. Er war damit der erste männliche Wintersportler überhaupt, der in zwei unterschiedlichen Sportarten Weltcupsiege feiern konnte. Zu einem seiner Ziele gehörte, sowohl bei den Biathlon-Weltmeisterschaften 2007 in Antholz als auch den Nordischen Skiweltmeisterschaften 2007 in Sapporo eine Goldmedaille zu erringen. Nach zwei Weltmeistertiteln in Antholz gelang ihm in Sapporo jedoch nur ein 13. Platz im 15-km-Rennen.

## Vorbereitung und Training
Bjørndalen gilt in Fachkreisen als Perfektionist und Gleichgewichtskünstler. So zog er sich als Kind während einer Show im norwegischen Fernsehen auf einem Seil balancierend bis auf die Unterhose aus und auch wieder an. Ole Einar Bjørndalen ist ein exzellenter Skater. Auch im Schießen konnte er sich kontinuierlich steigern. Unterstützt wurde er dabei von seinem persönlichen Schießtrainer Joar Himmle (später Cheftrainer der norwegischen Nationalmannschaft), mit dem er während der Saison 2004/05 und 2005/06 zusammengearbeitet hat, und den er selbst bezahlte. Zwischenzeitlich war Roger Grubben, der ehemalige Cheftrainer der norwegischen Nationalmannschaft, der persönliche Trainer von Bjørndalen. Für die letzten Jahren seiner Karriere erwarb Bjørndalen ein riesiges Wohnmobil, das neben Wohn- und Schlafbereichen auch mit einem Trainingsbereich ausgestattet war.

## Privatleben
Ole Einar Bjørndalen hat zwei Schwestern und zwei Brüder. Seine beiden Brüder Hans Anton und Dag Bjørndalen sind beide ehemalige Profibiathleten.
Am 27. Mai 2006 heiratete Bjørndalen in Toblach seine langjährige Lebensgefährtin, die Südtiroler Biathletin Nathalie Santer. Im Oktober 2012 gaben beide ihre Trennung bekannt. Gerüchte über eine heimliche Beziehung zu der belarussischen Biathletin Darja Domratschawa gab es bereits kurz danach. Die Ehe wurde im Oktober 2015 geschieden.  Seit dem 7. Juli 2016 ist Bjørndalen mit Darja Domratschawa verheiratet. Im Oktober 2016 wurden sie Eltern einer Tochter, im Juli 2023 folgte ein Sohn.
Bjørndalen hat seinen Wohnsitz in Obertilliach (Osttirol), wo im Biathlonzentrum eine Ski-Rollerstrecke für das Sommertraining nach ihm benannt ist.
Wegen seiner Erfolge wird Bjørndalen in der Presse oft als der König des Biathlons bezeichnet.

## Zitate
„Ole ist ein Außerirdischer!“ (der damalige deutsche Bundestrainer Frank Ullrich über Bjørndalen nach dessen vier Goldmedaillen in Salt Lake City)
„Staubsauger sind wichtig für mich.“ (Bjørndalen über seinen Hang zur Sauberkeit)
„Das Ergebnis ist mir nicht wichtig. Für mich zählt nur das perfekte Rennen, ob Platz 1 oder Platz 10.“ (Bjørndalen zu seiner Motivation)

## Erfolge

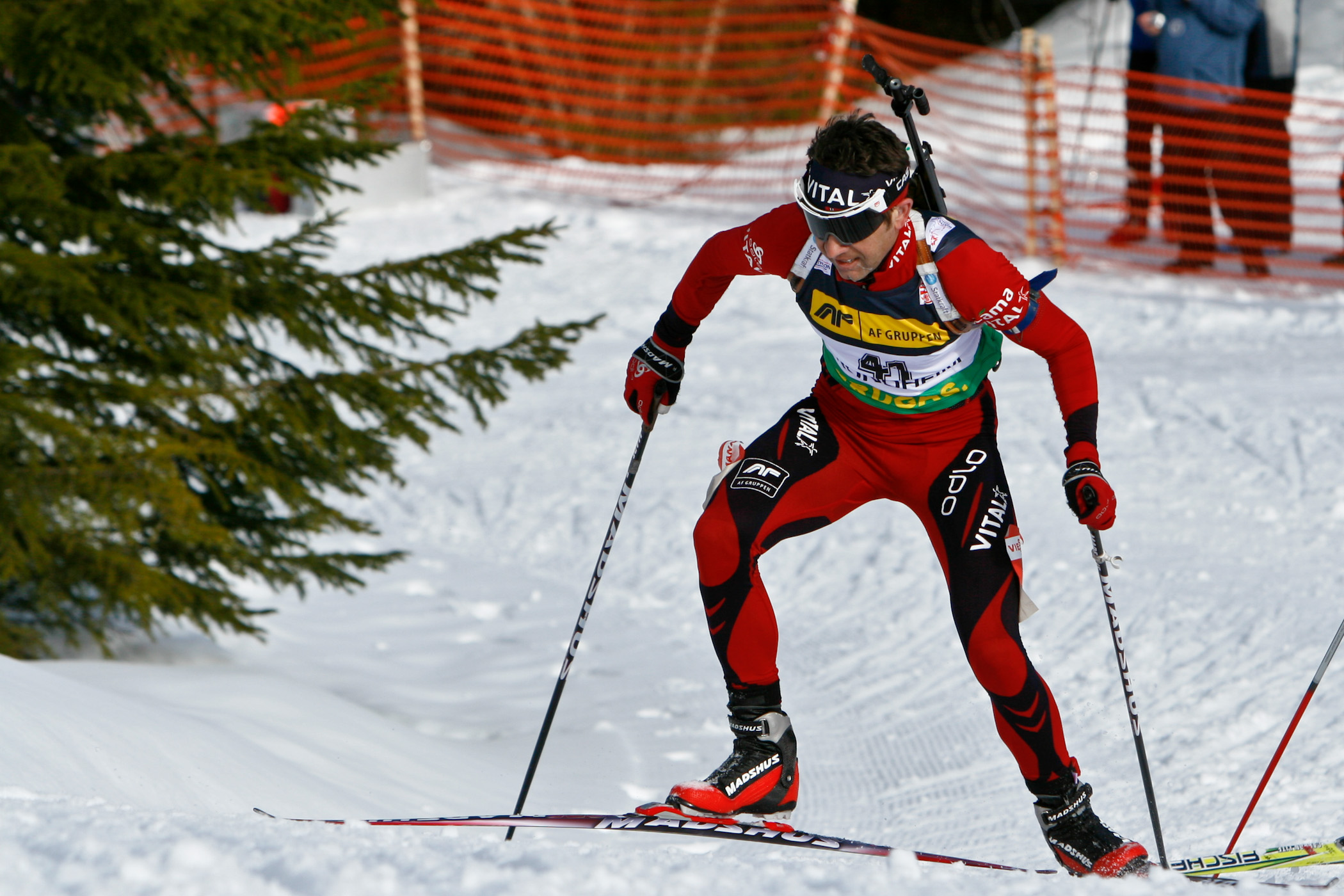
Bjørndalen beim Weltcup in Trondheim, März 2009

### Olympische Winterspiele
|                                             | Einzelwettbewerbe | Einzelwettbewerbe | Einzelwettbewerbe | Einzelwettbewerbe | Staffelwettbewerbe | Staffelwettbewerbe |
| Sprint                                      | Verfolgung        | Einzel            | Massenstart       | Herrenstaffel     | Mixed-Staffel      |                    |
| ------------------------------------------- | ----------------- | ----------------- | ----------------- | ----------------- | ------------------ | ------------------ |
| Olympische Winterspiele 1994 Lillehammer    | 28.               |                   | 36.               |                   | 7.                 |                    |
| Olympische Winterspiele 1998 Nagano         | 1.                |                   | 7.                |                   | 2.                 |                    |
| Olympische Winterspiele 2002 Salt Lake City | 1.                | 1.                | 1.                |                   | 1.                 |                    |
| Olympische Winterspiele 2006 Turin          | 11.               | 2.                | 2.                | 3.                | 5.                 |                    |
| Olympische Winterspiele 2010 Vancouver      | 17.               | 7.                | 2.                | 27.               | 1.                 |                    |
| Olympische Winterspiele 2014 Sotschi        | 1.                | 4.                | 33.               | 22.               | 4.                 | 1.                 |

### Weltmeisterschaften
|                                                      | Einzelwettbewerbe | Einzelwettbewerbe | Einzelwettbewerbe | Einzelwettbewerbe | Staffelwettbewerbe | Staffelwettbewerbe |
| Sprint                                               | Verfolgung        | Einzel            | Massenstart       | Herrenstaffel     | Mixed-Staffel      |                    |
| ---------------------------------------------------- | ----------------- | ----------------- | ----------------- | ----------------- | ------------------ | ------------------ |
| Weltmeisterschaften 1995 Antholz                     | 4.                |                   | 12.               |                   | 5.                 |                    |
| Weltmeisterschaften 1996 Ruhpolding                  | 6.                |                   | 19.               |                   | 4.                 |                    |
| Weltmeisterschaften 1997 Osrblie                     | 9.                | 3.                | 6.                |                   | 2.                 |                    |
| Weltmeisterschaften 1999 Kontiolahti / Oslo          | 19.               | 5.                | 4.                | 3.                | 3.                 |                    |
| Weltmeisterschaften 2000 Oslo / Lahti                | 5.                | 4.                | 20.               | 3.                | 2.                 |                    |
| Weltmeisterschaften 2001 Pokljuka                    | 19.               | 4.                | 10.               | 2.                | 3.                 |                    |
| Weltmeisterschaften 2003 Chanty-Mansijsk             | 1.                | 8.                | 30.               | 1.                | 4.                 |                    |
| Weltmeisterschaften 2004 Oberhof                     | 3.                | 3.                | 3.                | 7.                | 2.                 |                    |
| Weltmeisterschaften 2005 Hochfilzen                  | 1.                | 1.                | 6.                | 1.                | 1.                 |                    |
| Mixed-Staffel-Weltmeisterschaft 2006 Pokljuka        |                   |                   |                   |                   |                    | 2.                 |
| Weltmeisterschaften 2007 Antholz                     | 1.                | 1.                | 32.               | 4.                | 2.                 | –                  |
| Weltmeisterschaften 2008 Östersund                   | 3.                | 1.                | 2.                | 2.                | 2.                 | –                  |
| Weltmeisterschaften 2009 Pyeongchang                 | 1.                | 1.                | 1.                | 4.                | 1.                 | 4.                 |
| Mixed-Staffel-Weltmeisterschaft 2010 Chanty-Mansijsk |                   |                   |                   |                   |                    | 2.                 |
| Weltmeisterschaften 2011 Chanty-Mansijsk             | 22.               | 24.               | 6.                | 6.                | 1.                 | 1.                 |
| Weltmeisterschaften 2012 Ruhpolding                  | 21.               | 27.               | 47.               | 8.                | 1.                 | 1.                 |
| Weltmeisterschaften 2013 Nové Město na Moravě        | 4.                | 10.               | 25.               | 24.               | 1.                 | –                  |
| Weltmeisterschaften 2015 Kontiolahti                 | 19.               | 5.                | 6.                | 4.                | 2.                 | –                  |
| Weltmeisterschaften 2016 Oslo                        | 2.                | 2.                | 17.               | 3.                | 1.                 | –                  |
| Weltmeisterschaften 2017 Hochfilzen                  | 8.                | 3.                | 47.               | 23.               | 8.                 | –                  |

### Gesamtweltcup
- 6 × Gesamtweltcup-Sieger (1997/98, 2002/03, 2004/05, 2005/06, 2007/08, 2008/09)
- 6 × Platz 2 (1996/97, 1998/99, 1999/2000, 2000/01, 2003/04, 2006/07)
- 1 × Platz 3 (2001/02)

### Disziplinen-Weltcups
- 9 × Sieger im Sprint-Weltcup (1994/95, 1996/97, 1997/98, 1999/2000, 2000/01, 2002/03, 2004/05, 2007/08, 2008/09)
- 5 × Sieger im Verfolgungs-Weltcup (1999/2000, 2002/03, 2005/06, 2007/08, 2008/09)
- 5 × Sieger im Massenstart-Weltcup (2002/03, 2004/05, 2005/06, 2006/07, 2007/08)
- 1 × Sieger im Einzel-Weltcup (2004/05)

### Weltcupsiege
Anmerkung: Im Biathlonsport werden Siege bei Einzelwettbewerben bei Olympischen Spielen (OS) bis einschließlich 2010 und Weltmeisterschaften (WM) als Weltcupsiege gezählt.
| Nr. | Datum             | Ort                  | Disziplin            |
| --- | ----------------- | -------------------- | -------------------- |
| 1.  | 11. Januar 1996   | Antholz              | Einzel (20 km)       |
| 2.  | 4. Januar 1997    | Oberhof              | Sprint (10 km)       |
| 3.  | 5. Januar 1997    | Oberhof              | Verfolgung (12,5 km) |
| 4.  | 11. Januar 1997   | Ruhpolding           | Sprint (10 km)       |
| 5.  | 17. Januar 1998   | Antholz              | Sprint (10 km)       |
| 6.  | 18. Februar 1998  | Nagano (OS)          | Sprint (10 km)       |
| 7.  | 11. Dezember 1998 | Hochfilzen           | Sprint (10 km)       |
| 8.  | 9. Januar 1999    | Oberhof              | Verfolgung (12,5 km) |
| 9.  | 23. Januar 1999   | Antholz              | Verfolgung (12,5 km) |
| 10. | 2. Dezember 1999  | Hochfilzen           | Einzel (20 km)       |
| 11. | 4. Dezember 1999  | Hochfilzen           | Verfolgung (12,5 km) |
| 12. | 6. Januar 2000    | Oberhof              | Sprint (10 km)       |
| 13. | 7. Januar 2000    | Oberhof              | Verfolgung (12,5 km) |
| 14. | 22. Januar 2000   | Antholz              | Verfolgung (12,5 km) |
| 15. | 1. Dezember 2000  | Antholz              | Sprint (10 km)       |
| 16. | 17. Dezember 2000 | Antholz              | Verfolgung (12,5 km) |
| 17. | 12. Januar 2001   | Ruhpolding           | Sprint (10 km)       |
| 18. | 18. Januar 2001   | Antholz              | Sprint (10 km)       |
| 19. | 21. Januar 2001   | Antholz              | Massenstart (15 km)  |
| 20. | 28. Februar 2001  | Salt Lake City       | Einzel (20 km)       |
| 21. | 2. März 2001      | Salt Lake City       | Sprint (10 km)       |
| 22. | 3. März 2001      | Salt Lake City       | Verfolgung (12,5 km) |
| 23. | 6. Dezember 2001  | Hochfilzen           | Sprint (10 km)       |
| 24. | 9. Dezember 2001  | Hochfilzen           | Verfolgung (12,5 km) |
| 25. | 11. Februar 2002  | Salt Lake City (OS)  | Einzel (20 km)       |
| 26. | 13. Februar 2002  | Salt Lake City (OS)  | Sprint (10 km)       |
| 27. | 16. Februar 2002  | Salt Lake City (OS)  | Verfolgung (12,5 km) |
| 28. | 8. Dezember 2002  | Östersund            | Verfolgung (12,5 km) |
| 29. | 14. Dezember 2002 | Pokljuka             | Sprint (10 km)       |
| 30. | 15. Dezember 2002 | Pokljuka             | Verfolgung (12,5 km) |
| 31. | 9. Januar 2003    | Oberhof              | Sprint (10 km)       |
| 32. | 12. Januar 2003   | Oberhof              | Massenstart (15 km)  |
| 33. | 18. Januar 2003   | Ruhpolding           | Sprint (10 km)       |
| 34. | 19. Januar 2003   | Ruhpolding           | Verfolgung (12,5 km) |
| 35. | 9. Februar 2003   | Lahti                | Massenstart (15 km)  |
| 36. | 16. Februar 2003  | Oslo                 | Verfolgung (12,5 km) |
| 37. | 15. März 2003     | Chanty-Mansijsk (WM) | Sprint (10 km)       |
| 38. | 23. März 2003     | Chanty-Mansijsk (WM) | Massenstart (15 km)  |
| 39. | 4. Dezember 2003  | Kontiolahti          | Sprint (10 km)       |
| 40. | 7. Dezember 2003  | Kontiolahti          | Verfolgung (12,5 km) |
| 41. | 14. Dezember 2003 | Hochfilzen           | Verfolgung (12,5 km) |
| 42. | 10. Januar 2004   | Pokljuka             | Verfolgung (12,5 km) |
| 43. | 18. Januar 2004   | Ruhpolding           | Verfolgung (12,5 km) |
| 44. | 2. Dezember 2004  | Beitostølen          | Sprint (10 km)       |
| 45. | 11. Dezember 2004 | Oslo                 | Sprint (10 km)       |
| 46. | 15. Januar 2005   | Ruhpolding           | Sprint (10 km)       |
| 47. | 16. Januar 2005   | Ruhpolding           | Verfolgung (12,5 km) |
| 48. | 19. Januar 2005   | Antholz              | Einzel (20 km)       |
| 49. | 21. Januar 2005   | Antholz              | Sprint (10 km)       |
| 50. | 23. Januar 2005   | Antholz              | Verfolgung (12,5 km) |
| 51. | 20. Februar 2005  | Pokljuka             | Massenstart (15 km)  |
| 52. | 5. März 2005      | Hochfilzen (WM)      | Sprint (10 km)       |
| 53. | 6. März 2005      | Hochfilzen (WM)      | Verfolgung (12,5 km) |
| 54. | 13. März 2005     | Hochfilzen (WM)      | Massenstart (15 km)  |
| 55. | 17. März 2005     | Chanty-Mansijsk      | Verfolgung (12,5 km) |
| 56. | 27. November 2005 | Östersund            | Verfolgung (12,5 km) |
| 57. | 22. Januar 2006   | Antholz              | Massenstart (15 km)  |
| 58. | 8. März 2006      | Pokljuka             | Sprint (10 km)       |
| 59. | 11. März 2006     | Pokljuka             | Verfolgung (12,5 km) |
| 60. | 18. März 2006     | Kontiolahti          | Verfolgung (12,5 km) |
| 61. | 23. März 2006     | Oslo                 | Sprint (10 km)       |
| 62. | 25. März 2006     | Oslo                 | Verfolgung (12,5 km) |
| 63. | 26. März 2006     | Oslo                 | Massenstart (15 km)  |
| 64. | 30. November 2006 | Östersund            | Einzel (20 km)       |
| 65. | 2. Dezember 2006  | Östersund            | Sprint (10 km)       |
| 66. | 3. Dezember 2006  | Östersund            | Verfolgung (12,5 km) |
| 67. | 8. Dezember 2006  | Hochfilzen           | Sprint (10 km)       |
| 68. | 9. Dezember 2006  | Hochfilzen           | Verfolgung (12,5 km) |
| 69. | 13. Januar 2007   | Ruhpolding           | Sprint (10 km)       |
| 70. | 14. Januar 2007   | Ruhpolding           | Massenstart (15 km)  |
| 71. | 3. Februar 2007   | Antholz (WM)         | Sprint (10 km)       |
| 72. | 4. Februar 2007   | Antholz (WM)         | Verfolgung (12,5 km) |
| 73. | 10. März 2007     | Oslo                 | Verfolgung (12,5 km) |
| 74. | 11. März 2007     | Oslo                 | Massenstart (15 km)  |
| 75. | 1. Dezember 2007  | Kontiolahti          | Sprint (10 km)       |
| 76. | 8. Dezember 2007  | Hochfilzen           | Verfolgung (12,5 km) |
| 77. | 15. Dezember 2007 | Pokljuka             | Sprint (10 km)       |
| 78. | 6. Januar 2008    | Oberhof              | Massenstart (15 km)  |
| 79. | 20. Januar 2008   | Antholz              | Massenstart (15 km)  |
| 80. | 10. Februar 2008  | Östersund (WM)       | Verfolgung (12,5 km) |
| 81. | 6. März 2008      | Chanty-Mansijsk      | Sprint (10 km)       |
| 82. | 17. Januar 2009   | Ruhpolding           | Sprint (10 km)       |
| 83. | 18. Januar 2009   | Ruhpolding           | Verfolgung (12,5 km) |
| 84. | 14. Februar 2009  | Pyeongchang (WM)     | Sprint (10 km)       |
| 85. | 15. Februar 2009  | Pyeongchang (WM)     | Verfolgung (12,5 km) |
| 86. | 17. Februar 2009  | Pyeongchang (WM)     | Einzel (20 km)       |
| 87. | 21. März 2009     | Trondheim            | Verfolgung (12,5 km) |
| 88. | 22. März 2009     | Trondheim            | Massenstart (15 km)  |
| 89. | 5. Dezember 2009  | Östersund            | Sprint (10 km)       |
| 90. | 11. Dezember 2009 | Hochfilzen           | Sprint (10 km)       |
| 91. | 10. Januar 2010   | Oberhof              | Massenstart (15 km)  |
| 92. | 5. Dezember 2010  | Östersund            | Verfolgung (12,5 km) |
| 93. | 12. Februar 2012  | Kontiolahti          | Verfolgung (12,5 km) |
| 94. | 2. Dezember 2015  | Östersund            | Einzel (20 km)       |

| Nr. | Datum             | Ort                       | Disziplin        |
| --- | ----------------- | ------------------------- | ---------------- |
| 1.  | 19. März 1995     | Lillehammer               | Staffel 1        |
| 2.  | 17. März 1996     | Hochfilzen                | Staffel 2        |
| 3.  | 14. Dezember 1997 | Östersund                 | Staffel 3        |
| 4.  | 11. Januar 1998   | Ruhpolding                | Staffel 4        |
| 5.  | 15. März 1998     | Hochfilzen (WM)           | Mannschaft 3     |
| 6.  | 11. Dezember 1999 | Pokljuka                  | Staffel 5        |
| 7.  | 9. Januar 2000    | Oberhof                   | Staffel 6        |
| 8.  | 9. Dezember 2000  | Antholz                   | Staffel 5        |
| 9.  | 10. Januar 2001   | Ruhpolding                | Staffel 4        |
| 10. | 26. Januar 2002   | Antholz                   | Staffel 5        |
| 11. | 20. Februar 2002  | Salt Lake City (OS)       | Staffel 5        |
| 12. | 7. Dezember 2002  | Östersund                 | Staffel 5        |
| 13. | 13. Dezember 2003 | Hochfilzen                | Staffel 7        |
| 14. | 5. Dezember 2004  | Beitostølen               | Staffel 8        |
| 15. | 13. Januar 2005   | Ruhpolding                | Staffel 8        |
| 16. | 12. März 2005     | Hochfilzen (WM)           | Staffel 8        |
| 17. | 29. November 2005 | Östersund                 | Staffel 8        |
| 18. | 11. Januar 2007   | Ruhpolding                | Staffel 9        |
| 19. | 9. Dezember 2007  | Hochfilzen                | Staffel 10       |
| 20. | 4. Januar 2008    | Oberhof                   | Staffel 10       |
| 21. | 10. Januar 2008   | Ruhpolding                | Staffel 11       |
| 22. | 15. Januar 2009   | Ruhpolding                | Staffel 10       |
| 23. | 22. Februar 2009  | Pyeongchang (WM)          | Staffel 12       |
| 24. | 7. Januar 2010    | Oberhof                   | Staffel 13       |
| 25. | 26. Februar 2010  | Vancouver-Whistler (OS)   | Staffel 13       |
| 26. | 12. Dezember 2010 | Hochfilzen                | Staffel 14       |
| 27. | 3. März 2011      | Chanty-Mansijsk (WM)      | Mixed-Staffel 15 |
| 28. | 11. März 2011     | Chanty-Mansijsk (WM)      | Staffel 14       |
| 29. | 1. März 2012      | Ruhpolding (WM)           | Mixed-Staffel 16 |
| 30. | 9. März 2012      | Ruhpolding (WM)           | Staffel 17       |
| 31. | 9. Dezember 2012  | Hochfilzen                | Staffel 18       |
| 32. | 16. Februar 2013  | Nové Město na Moravě (WM) | Staffel 19       |
| 33. | 7. Dezember 2013  | Hochfilzen                | Staffel 20       |
| 34. | 19. Februar 2014  | Sotschi (OS)              | Mixed-Staffel 21 |
| 35. | 15. Januar 2015   | Ruhpolding                | Staffel 22       |
| 36. | 25. Januar 2015   | Antholz                   | Staffel 23       |
| 37. | 15. Januar 2016   | Ruhpolding                | Staffel 23       |
| 38. | 12. März 2016     | Oslo (WM)                 | Staffel 23       |
| 39. | 27. November 2016 | Östersund                 | Mixed-Staffel 24 |
| 40. | 11. Januar 2017   | Ruhpolding                | Staffel 25       |
| 41. | 10. Dezember 2017 | Hochfilzen                | Staffel 26       |

#### Weltcupsiege im Skilanglauf
| Nr. | Datum             | Ort       | Disziplin                      |
| --- | ----------------- | --------- | ------------------------------ |
| 1.  | 18. November 2006 | Gällivare | 15 km Freistil Individualstart |

### Biathlon-Weltcup-Platzierungen
Die Tabelle zeigt alle Platzierungen (je nach Austragungsjahr einschließlich Olympische Spiele und Weltmeisterschaften).
- 1.–3. Platz: Anzahl der Podiumsplatzierungen
- Top 10: Anzahl der Platzierungen unter den ersten zehn (einschließlich Podium)
- Punkteränge: Anzahl der Platzierungen innerhalb der Punkteränge (einschließlich Podium und Top 10)
- Starts: Anzahl gelaufener Rennen in der jeweiligen Disziplin
- Staffel: inklusive Mixed-Staffel

| Platzierung                                                                                   | Einzel | Sprint | Verfolgung | Massenstart | Team | Staffel | Gesamt |
| --------------------------------------------------------------------------------------------- | ------ | ------ | ---------- | ----------- | ---- | ------- | ------ |
| 1. Platz                                                                                      | 8      | 35     | 37         | 14          | 1    | 39      | 134    |
| 2. Platz                                                                                      | 9      | 24     | 14         | 6           |      | 23      | 76     |
| 3. Platz                                                                                      | 2      | 12     | 8          | 9           |      | 14      | 45     |
| Top 10                                                                                        | 38     | 120    | 95         | 51          | 3    | 94      | 401    |
| Punkteränge                                                                                   | 59     | 176    | 124        | 72          | 3    | 96      | 530    |
| Starts                                                                                        | 83     | 192    | 126        | 72          | 3    | 97      | 573    |
| Stand: Karriereende (Daten möglicherweise vor allem für Team und Staffel nicht ganz komplett) |        |        |            |             |      |         |        |